# Анти-интелектуализам
Анти-интелектуализам је агресивност, непријатељство и/или неповерење према интелекту, интелектуалцима и/или интелектуалном занимању и критичком размишљању - обично израженог у облику образовања, филозофије, књижевности, уметности и науке—којег сматра непрактичним и вредним презира.
Анти-интелектуалци су често припадници шире јавности који се представљају као предводници обичног народна—популиста против политичког елитизма и академског елитизма—који сматрају да су образовани друштвена класа одвојена од свакодневних брига већине, те да доминирају политичким дискурсом и контролишу високо образовање.
Тоталитарне владе манипулишу и примењују анти-интелектуализам како би потлачиле политичко неслагање. Током Шпанског грађанског рата (1936-1939) и следеће десничарске диктатуре (1939—1975) генерала Франсиска Франка, реакционарна репресија Белог терора (1936-1945), била је посебно анти-интелектуална, са већином од 200.000 убијених цивила који су представљали шпанску интелигенцију, политички активни наставници и академици, уметници и писци свргнуте Друге шпанске републике (1931-1939). У комунистичкој држави Демократска Кампућија (1975-1979.) режим Црвених Кмера Пола Пота осудио је већину некомунистичке интелигенције на смрт.

## Идеолошки анти-интелектуализам
У 20. веку, нека друштва систематски уклањају интелектуалце са власти, понекад убијајући их, а би у потпуности окончали јавно политичко неслагање. Током Хладног рата (1945-1991) у Источној Европи, Чехословачка Социјалистичка Република (1948-1990) је осудила филозофа Вацлава Хавела као политички неподобног човека, недостојног поверења једног Чеха; пост-комунистичка Плишана револуција (17. нов. -29. Дец.1989)је изабрала Хавела за председника на десет година.
Године 1996. аргентиска антикомунистичка војна диктатура генерала Хуана Карлоса Онганиа (1996—1670) је интервенисала на Универзитету у Буенос Аиресу, позната као „Ноћ дугих пендрека”, како би се физички обрачунали са политички опасним академицима са пет факултета овог универзитета. Ово протеривање у егзил академске интелигенције довело је до одлива мозгова које се одразило на друштво и привреду Аргентине.
Као подршка војној репресији слободе говора, биохемичар Цезар Милштајн је рекао: „Наша земља ће бити доведена у ред, чим се сви интелектуалци у региону који су били умешани протерају. У Бразилу, влада је протерала наставника Паула Фреиреа, због незнања, изквили су организатори тренутног државног пуча.
Идеолошки екстремне диктатуре које желе да рекреирају друштво, као што је владавина Црвених Кмера у Камбоџи (1975-79), превентивно убијала потенцијалне политичке противнике, посебно добро образовани средњи слој и интелигенцију. Како би отпочео историју Камбоџе од нуле, друштвени инжењеринг Црвених Кмера је реструктукрурирао економију деиндустријализацијом и антетатима некомунистичких Камбоџана који су осумњичени у мешаност у активностима слободног тржишта, као што су урбана друштвена занимања (доктори, адвокати, инжењери..)и људи политички везани са страним владама.
Маоистичка доктрина Пола Пота, идентификовала је фармере као истински пролетријат Камбоџе и праве представнике радничке класе који су предодређени да буду на власти. Отуд, чистке интелектуалца.
Анти-интелектуализам није увек насилан, јер свака друштвена група може деловати анти-интелектуално и смањити хуманистичку вредност њиховом друштву интелекта, интелектуализма и високог образовања. У Уругвају, писац Хорхе Мајфуд је рекао да "тај презир, који произлази из моћи инсталиране у друштвеним институцијама и од комплекса инфериорности њених актера, није имовина" неразвијених "земаља. У ствари, то су увек критички интелектуалци, писци или уметници који воде главну листу десет "Најглупљих икада" у земљи.

## Академски анти-интелектуализам

### Сједињене Америчке Државе
У САД конзервативни политичари, попут Дејвида Хоровица, бившег секретара за образовање Вилијам Бенет и палеоконзервативног активисте Патрика Бјукенана критикују школе и универзитете као интелектуална места која предају индивидуалистичко неповерење у ауторитет традиције .
У Ратовима студенских градова (1971), филозоф Џон Серл је рекао да су "две најважније особине радикалног покрета су његов анти-интелектуализам и непријатељство према универзитету као институцији ... Интелектуалци су по дефиницији људи који узимају идеје озбиљно за своје добро. Уколико је теорија истинита или неистина, важна је за њих, независно од било каквих практичних примена које могу имати. Интелектуалци су, као што је Ричард Хофстадер истакао, однос према идејама које је у једном играном и побожном, али у радикалном покрету одбацује се интелектуални идеал знања самог себе. Знање се сматра вредним само као основа за акцију и није чак ни тамо вредно. Један зна како се осећа. "
У „Друштвеним наукама као чаролија (1972) социолог Станислав Андрески саветовао је лаичаре да не мисле на апелацију интелектуалаца на ауторитет када постављају сумњиве тврдње о решавању проблема свог друштва: "Немојте бити импресионирани отиском познате издавачке куц́е, или обим ауторских публикација ... Запамтите да издавачи желе да штампарске штампе буду заузети и немају приговора на глупости ако се могу продати. "
У „Наука и релативизам: Неке кључне контроверзе у Филозофији науке(1990), епистемолог Лари Лаудан је рекао да је превладавајућа врста филозофије на универзитету у Сједињеним Америчким Државама (постмодернизам и постструктурализам) анти-интелектуална, јер је "расељавање идеја да су чињенице и докази важни, идеја да се све своди на субјективне интересе и перспективе - друго само у америчке политичке кампање - најистакнутија и погубна манифестација анти-интелектуализма у нашем времену. "
Академски и социјални критичар Камил Паглиа је 1995. године рекао да је "културна елита" образована од универзитета "паразитска класа" која се не може сама бранити у стварном свету, а да је у друштвеној катастрофи "једина ствар која држи ову културу заједно ц́е бити мушкарци радничке класе. Културне елите - жене и мушкарци - ц́е се залагати за водоинсталатере и грађевинске раднике "да их спасу од материјала, а не социјалне неуспехе америчког друштва.
У Сокал Хоак-у (1996), на Универзитету Дуке, физичар Алан Сокал је у часопису за културолошке студије доставио псеудо-научни извештај - који је претпоставио да је закон гравитације друштвени конструкт - да би се тестирао да ли је часопис би "објавио чланак који је слободно засао бесмисленим, ако (а) звучи добро, и (б) ласкаве идеолошке представе уредника". Социал Теџт објавио је Сокалов рад без провере чињеница или исправљања математичких и научних грешака. Када је Социал Теџт објавио непроверени чланак, Сокал је рекао: "Мој мали експеримент демонстрира, у најмању руку, да неки модерни сектори америчке академске левице постају интелектуално лењи."

### Неповерење према интелектуалцима
У Сједињеним Америчким Државама економиста Томас Совел је расправљао о разликама између неразумне и разумне опрезности интелектуалаца у њиховом утицају на институције друштва. Приликом дефинисања интелектуалаца као "људи чија занимања се првенствено баве идејама", они су различити од људи чији је рад практична примена идеја. Тај разлог за неповерење лаика је у неспособности интелектуалаца ван својих стручних области. Иако поседују велике радно знање у својим специјалистичким областима, интелектуалци друштва се, у поређењу са другим професијама и занимањима, суочавају са малом обесхрабрујуц́ом да не говоре ауторитативно изван њиховог подручја формалне експертизе, те се, вјероватно, нец́е одговорити за друштвене и практичне посљедице њихових грешака. Према томе, лекар се процењује компетентним путем ефикасног лечења болести пацијента, али ипак може да се суочи са медицинском малверзацијском тужбом ако лечење штети пацијенту. Насупрот томе, мало је вероватно да ц́е универзитетски професор који је издржавао бити надлежан или некомпетентан због ефективности његовог или њеног интелектуализма (идеја) и стога се не суочава са одговорношц́ за друштвене и практичне последице имплементације идеја, нпр. Чикаго Бојс и Војни Диктатор Чилеа(1973-90).
У књизи Интелектуалци и Друштво (2009), Совел је рекао:
Подстичући, или чак захтевајући, ученике да узму штандове у којима немају нити знање нити интелектуалну обуку за озбиљно испитивање сложених питања, наставници промовишу израз неоснованих мишљења, испуштање необучених емоција и навику да делују на та мишљења и емоције, док игноришу или одбацују супротстављене ставове, без интелектуалне опреме или личног искуства да на било који озбиљнији начин теже један поглед према другом.
Дакле, наставници школе су део интелигенције која регрутује децу у основној школи и подучава их политиком- да се залажу за или заступају против јавне политике - у оквиру пројеката за услуге у заједници; које политичко искуство им касније помаже у пријему на универзитет. На тај начин, интелектуалци друштва интервенишу и учествују у друштвеним аренама за које можда не поседују стручно знање, и тако неупотребљиво утичу на формулацију и реализацију јавне политике. У том случају, подучавање политичког заговарања у основној школи охрабрује ученике да формулишу мишљења "без икаквог интелектуалног тренинга или претходног знања о тим питањима, мало или не постоје ограничења против лажних"
У Британији анти-интелектуализам писца Паул Јохнон произашао је из његовог блиског испитивања историје двадесетог века, што му је открило да су интелектуалци континуирано заговарали катастрофалне јавне политике за социјалну заштиту и јавно образовање и упозорили јавност лаика да "пазе интелектуалци, не само да би их требало држати далеко од полуга моћи, они би такође требало да буду предмет сумње када желе да понуде колективни савет. " У тој сржи," У земљи Рококо Марксиста "(2000), амерички писац Том Њолфе је окарактерисао интелектуалца као" особу која зна у једној области, која говори само у другим "

### 17. век
У Изливање из седам бочица (1642), Пуритан Џон Котон је демонизовао интелектуалне мушкарце и жене напомињући да „што сте више научене и продуховљене ви пчеле, боље ћете деловати за Сатану, ви ћете пчелити ... Склоните љубазно размишљање ... након учења језуита, славе Епископије и врлих имања Прелатеса. Ја кажем да пчела није преварена овим помпама, празним тестовима и праведним репрезентацијама доброг стања пре очију меса и крви, а беба није узета аплаузом ових особа.” Па ипак, није се свака Пуритан сложио са религијским презир Котона према секуларном образовању, неки, попут Џона Харварда, основали су универзитет.
У „Потрага за космичком правдом” (2001), економиста Томас Соњел је рекао да је анти-интелектуализам у САД започео у раној колонијалној ери, као разумљиву опрезност образованих више класе, јерземљу су углавном градили људи који су избегли политички и верски прогон социјалног система образованих виших класа. Штавише, било је мало интелектуалаца који су поседовали практичне вештине потребне за преживљавање у Новом свету Северне Америке, а одсуство из друштва довело је до дубоког укорењеног, популистичког сумњања у мушкарце и жене који су специјализовани за "вербалну виртуозност" уместо опипљивих, мерљивих производа и услуга:
Од својих колонијалних почетака, америчко друштво је било "безглаво" друштво - у великој мери недостаје највише социјалних слојева европског друштва. Највише елите и назване аристократе нису имали много разлога да ризикују своје животе који прелазе Атлантик, а затим се суочити са пионирским прањем. Већина белог становништва колонијалне Америке стигла је као најамне слуге, а црно становништво као робови. Каснији таласи имиграната били су несразмерно сељаци и пролетери, чак и када су долазили из Западне Европе ... Јачање америчког друштва на преовлађујуц́у улогу, као економску, политичку и војну моћ, је тако био тријумф обичног човека, и шамар у односу на претпоставке арогантног, било да је елита крви или књига.

### 19. век
У америчкој историји, заговарање и прихватљивост анти-интелектуализма варирају, јер је у 19. веку већина људи живела у сеоском животу ручног рада и пољопривредног рада, стога је академско образовање у грчко-римским класичним делима било перципирано као непрактична вредност ; Човек из књиге је бескористан. Па ипак, уопште, Американци су били писмени људи који су читали Шекспира за интелектуално задовољство и Хришћанску Библију за емоционални успех; тако је идеалан амерички човек био писмени и технички обучен човек који је био успешан у својој трговини, ерго продуктиван члан друштва. Културно, идеалан Американац је био самоповређени човек чије је знање произашло из животног искуства, а не интелектуалца чије је познавање стварног света произашло из књига, формалног образовања и академског студија; Тако је оправдани анти-интелектуализам пријављен у Новој куповини или седам и по годинама на Далеком западу (1843), рев. Баиард Р. Халл, А. М., рекао је о граници са Индијаном:
Увек смо волели неуобичајеног, лошег човека од талентованог, и стога су обично покушани да униште морални карактер паметног кандидата; будући да су, несрећно, памет и зло требало да буду уобичајено спојени, и неспособност и доброта.
Па ипак, у друштву Сједињених Држава, "стварни" откуп интелектуалца је био могућ ако је прихватио више друштвености; Тако је, у фикцији О. Хенрија, лик запазио да када једном дипломиран човек са универзитета из Источне обале "превазиђе" своју интелектуалну суштину - он више не мисли да је бољи од других мушкараца.

### 20/21 век
Политичка поларизација у Сједињеним Државама фаворизовала је употребу сваке политичке партије (републиканског и демократског) анти-интелектуализма како би поткопала кредибилитет друге странке у средњој класи. У Анти-интелектуализму у америчком животу (1963), историчар Рицхард Хофстадтер је рекао да је анти-интелектуализам друштвени слој од стране "мафије" средње класе, против привилегија политичких елита. Како су средња класа развијала политичку моћ, они су увјеравали да је идеалан кандидат за канцеларију "самопроизведени човек", а не добро образован човек рођен богатством. Самом направљеном човеку, из средње класе, може се вјеровати да дјелује у најбољем интересу својих суграђана. У Американцима и Кинезима: Прелазак на разлике (1980), Францис Хсу је рекао да је амерички егалитаризам јачи у Сједињеним Државама него у Европи, нпр. у Енглеској,
Енглески индивидуализам се развио руку под руку са правном равноправношћу. С друге стране, америчко самопоуздање је неодвојиво од инсистирања на економској и социјалној, као и политичкој једнакости. Резултат је да је квалификовани индивидуализам, са квалификованом равноправношћу, преовладао у Енглеској, али оно што се сматра неотуђивим правом сваког Американца је неограничено самопоуздање и, бар идеално, неограничена једнакост. Енглески зато стога уважава разлике у разреду у рођењу, богатству, статусу, начину и говору, док Американци осуђују.
Таква друштвена незадовољства карактеришу савремене политичке дискусије о друштвено-политичким функцијама масовних комуникација и медија и науке; односно научне чињенице, које су генерално прихваћени од стране образованих људи широм свијета, погрешно представљени као мишљења у Сједињеним Америчким Државама, посебно о климатским наукама и глобалном загријавању. Године 1912, гувернер Нев Јерсеи-а, Вудров Вилсон, описао је битке анти-интелектуализма:
Оно што се бојим је влада експерата. Бог забрањује да, у демократској земљи, треба да поднесе оставку и да дају владу стручњацима. За шта ћемо ми научити да се научи мали број господа који су једини људи који разумеју посао? 
Професор антропологије из Мајамија Х. Сидки тврди да су антинационалистички и псеудосциентифицски приступи знању, посебно у Сједињеним Државама, 21. века укорењени у постмодернистичким "вишедеценијским академским нападима на науку:" "Многи од оних индоктринираних у постмодерне анти-наука је постала конзервативни политички и верски лидери, креатори политике, новинари, уредници часописа, судије, адвокати и чланови градских виећа и школских одбора. Нажалост, они су заборавили узвишене идеје својих наставника, осим што је наука лажна. "

## У Европи

### Комунизам
У првој деценији после руске револуције 1917. године, бољшевици су сумњали да је царистицка интелигенција потенцијални издајник пролетаријата, тако да се иницијална влада Совјета састојала од мушкараца и жена без много формалног образовања. Штавише, срушена имања са имовином су названа "Лишћанство" ("забрањено"), чија деца су била искључена из образовања; на крају, око 200 царских интелектуалаца, као што су писци, филозофи, научници и инжењери, депортовани су у Немачку на Филозофским бродовима 1922; други су депортовани у Латвију и Турску 1923. године.
Током револуционарног периода, прагматични бољшевици користили су „буржоаске стручњаке” за управљање економијом, индустријом и пољопривредом, и тако учили од њих. Након Руског грађанског рата (1917—22), за постизање социјализма, СССР (1922—91) је нагласио писменост и образовање у служби модернизације земље преко образоване интелигенције радничке класе, уместо интелигенције у слоначком торњу. Током тридесетих и педесетих година, Јосепх Сталин заменио је Лењинову интелигенцију са "комунистичком" интелигенцијом, веран њему и са специфичним совјетским погледом на свет, чиме је произвела псеудосциентифичке теорије лизенкоизма и Јапанске теорије.

### Фашизам
Идеалистички филозоф Ђовани Ђентиле успоставио је интелектуалну базу фашистичке идеологије путем autoctisi (само-реализације) путем конкретног размишљања који се разликује између доброг (активног) интелектуалног и лошег (пасивног) интелектуалца:
Фашизам се бори ... не интелигенцијом, већ интелектуализмом ... што је ... болест интелекта ... није последица њене злоупотребе, јер се интелект не може искористити превише ... проистиче из лажног уверења да се може одвојити од живота.
Ђовани Ђентиле, обраћајући се Конгресу фашистичке културе, Болоња, 30. марта 1925. Године
Да би се супротставио "пасивном интелектуалцу" који је апстрактно искористио свој интелект, а тиме и био "декадентан", он је предложио "конкретно размишљање" активног интелектуалца који је применио интелект као праксу - "човека деловања", попут фашисте Бенита Мусолинија, наспрам декадентног комунистичког интелектуалца Антонио Грамсија. Пасивни интелектуалац стагнира интелект објективизујући идеје, чиме их успоставља као објекте. Отуда и фашистичко одбацивање материјалистичке логике, јер се ослања на а приори принципе неправилно супротстављене са постериори које су ирелевантне за предмет у рукама у одлучивању да ли ће или не деловати.
У пракисима Гентилових критеријума конкретног размишљања, такво разматрање а приори ка исправном постериори представља непрактичан, декадентни интелектуализам. Штавише, ова фашистичка филозофија се одвијала паралелно са актуалним идеализмом, његовим филозофским системом; он се супротставља интелектуализму због тога што је одвојен од активне интелигенције која обавља ствари, тј. мисли се убијају када се његови конститутивни делови означавају и тиме представљају као дискретни ентитети.
С тим у вези, сукоб између шпанског франкиста Генерала Милана Астра и писца Мигела де Унамуно-а током прославе Дана трке на Универзитету у Саламанки, 1936. године током шпанског грађанског рата. Генерал је узвикнуо: ¡Муера ла интелигенциа! ¡Вива Ла Муерте! ("Смрт интелигенцији! Живела смрт!"); Фалангисти су аплаудирали.

## У Азији
Ћин Ши Хуанг (246-210. п. н. е.), први цар уједињене Кине, консолидована политичка мисао и моћ, сузбијањем слободе говора на предлог канцелара Ли Си-а, који је оправдао такав анти-интелектуализам оптужујући интелигенцију за лажну похвалу цара и за неслагање кроз клевету. Од 213. до 206. п. н. е., уопштено је мишљено да су спаљена дела Сто школа мисли, нарочито Ши Јинг-а (Класика поезије, 1000. п. н. е.) И Шујинг-а (Класика историје, 6. век п. н. е.). Изузетак су биле књиге историчара Кин-а и књиге легализма, рани тип тоталитаризма и филозофска школа канцелара. Међутим, након даљње контроле кинеских историјских записа као што су Ши Ји и Хан Сху, то није било случај. Кин империја је ипак задржао по један примерак сваке од ових књига у Империјалној библиотеци, али је јавно наредио да књиге буду забрањене. Онима који су поседовали копије било је нарељено да предају књиге како би биле спаљене; они који су то одбили били су погубљени. Ово је касније довело до губитка најстаријих књижевних и филозофских дела када је Ксианг Иу спалио Кин палату у 208. п. н. е.

### Кина
Културна револуција била је политички насилна деценија (1966—76) широког друштвеног инжењерства Народне Републике Кине од стране њеног вође предсједника Маоа. Након неколико криза у националној политици, Мао, да би повратио јавни престиж и контролу над Комунистичком партијом Кине (КПК), 16. маја 1966. објавио је да су Партије и кинеско друштво прождвобљени са либералним буржоаским елементима који су намеравали да врате капитализам у Кину, и да је речено да се људи могу уклонити само са постреволуционарном класном борбом. У том смислу, кинеска омладина национално организована у Црвене гарде, ловујући либералне буржоаске елементе који поткопавају КПК и кинеско друштво. Црвени стражари су деловали на националном нивоу, чишћењем земље, војске, градских радника и лидера КПК. Црвене гарде су биле нарочито агресивне у нападима на своје наставнике и професоре, што је довело до зауставе већине школа и универзитета када је почела Културна револуција. Три године касније, 1969. године Мао је прогласио Културну револуцију окончаном; ипак политичке интригуе су се наставиле до 1976. године, када су се завршиле хапшењем Банде четворке, тада је званично био крај Културне револуције.
Када су Комунистичка партија Камбоџе, Руда из Кмера (1951—81), успоставила свој режим као Демократска Кампућија (1975-1979) у Камбоџи, њихов анти-интелектуализам који је идеализовао земљу и демонизовао градове одмах је наметнут земљи у намери да успостави аграрни социјализам, тако су испразнили градове како би прочистили керску нацију од сваког издајника, непријатеља државе и интелектуалног човека, често симболизованим наочариа.

### Отоманско царство
У раним фазама геноцида у Јерменији 1915. године, из Константинопоља (Истанбул) је депортовано око 2.300 јерменских интелектуалаца, а касније је већина њих убијена од стране османске владе. Историчари су овај догађај описали као штрајк преваре, а који је намеравао да лиши јерменску популацију интелектуалног вођства и шансу за отпор.